# Saint-Gervais-sur-Mare
Saint-Gervais-sur-Mare – miejscowość i gmina we Francji, w regionie Oksytania, w departamencie Hérault.
Według danych na rok 1990 gminę zamieszkiwały 813 osoby, a gęstość zaludnienia wynosiła 33 osoby/km² (wśród 1545 gmin Langwedocji-Roussillon Saint-Gervais-sur-Mare plasuje się na 395. miejscu pod względem liczby ludności, natomiast pod względem powierzchni na miejscu 284.).